# WR 136

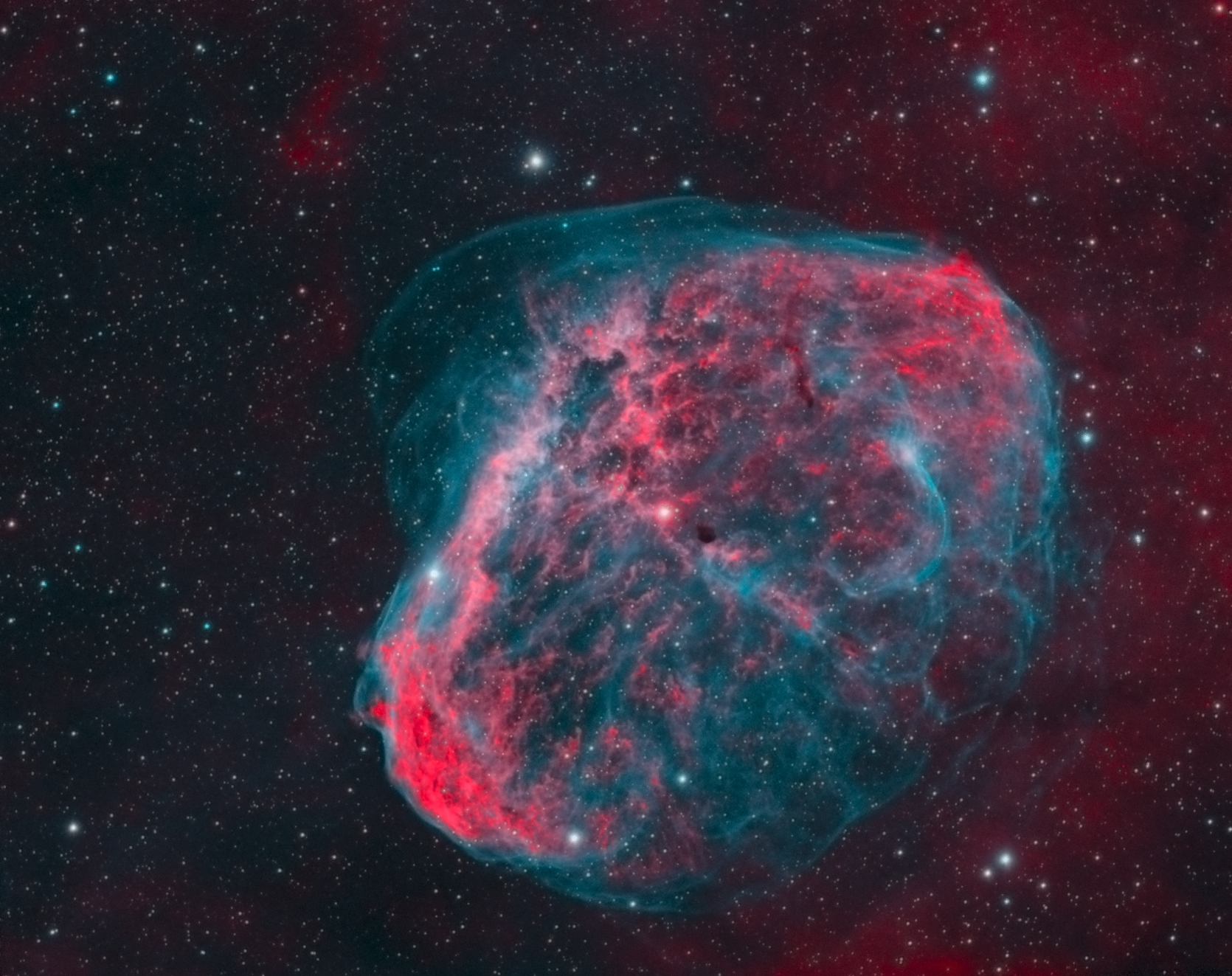
在NGC 6888中心的WR 136。

WR 136是位於天鵝座的一顆沃爾夫-拉葉星。它位於眉月星雲的中心。據估計，它的年齡約為470萬年，已經接近生命的盡頭。預計在幾十萬年內，它將爆炸成為超新星。
根據最近的估計，WR 136比太陽亮60萬倍，質量大21倍，直徑大5.1倍。它的表面溫度約為70,000k。
WR 136在大約120,000–240,000年前成為紅超巨星時，吹掉了一個質量約為5 M☉的物質外殼，並且仍在以80公里/秒的速度膨脹。現時，它的快速恆星風以約380萬英里/小時（1700公里/秒）的速度從恆星噴出，正在追趕早先從恆星噴出的物質，並將其塑造成一個外殼。從WR 136炙熱表面發射的紫外線使外殼發光。
有一些證據表明WR 136可能是一對聯星。它的伴星是一顆恆星分類K或M的低質量恆星，每5.13天繞沃夫-瑞葉星一周，是低質量X射線聯星系統的前身。

## 進階讀物
- Bychkov, K. V.; Sitnik, T. G. . Astronomy Letters. 2006, 32 (6): 406. Bibcode:2006AstL...32..406B. S2CID 123039046. doi:10.1134/S1063773706060041.

## 外部連結
- http://chandra.harvard.edu/photo/2003/ngc6888/ （页面存档备份，存于）
- http://www.giga-parsec.de/WRspectra.html （页面存档备份，存于）
- http://www.castfvg.it/stelle/spettri/O/wr_136_01.htm （页面存档备份，存于）